# Ictus (spolek)
Ictus je obecně prospěšná společnost založená v roce 2007, jejímž cílem je pomáhat lidem postiženým cévní mozkovou příhodou (CMP) při návratu do plnohodnotného života.

## Náplň činnosti
Spolek se snaží pomoci svým klientům k tomu, aby byli schopni zajišťovat základní osobní potřeby, aby mohli snižovat svoji závislost na cizí péči a měli šanci na zlepšení kvality svého života. Český zdravotní systém dokáže zajistit první pomoc a účinnou léčbu, ale potíže nastávají v okamžiku potřeby účinné rehabilitace, následné péče, pomoci při návratu do společnosti. Spolek poskytuje informační servis pro partnery a příbuzné, aby měli možnost lépe pochopit potřeby postižených a zvládat svoji novou roli v jejich životě. 
Charakter a náplň činností na pomoc osobám po CMP:
- rozhovor a první motivace: návštěva u lůžka pacienta (se svolením lékaře) dobrovolníkem spolku, který je sám po CMP, již se zařadil do života a vrátil k části svých předchozích aktivit či nalezl nové;
- pobytové zájezdy;
- motivační vycházky;
- přednášky pro odbornou i laickou veřejnost a pro studenty: přednášky postižených, kteří se vrátili do aktivního života apod.;
- společenské aktivity a výlety: organizace setkání s programem pro postižené, rodinné příslušníky a přátele.